# Diethanolamin
Diethanolamin (DEOA) ist eine organisch-chemische Verbindung aus der Stoffgruppe der Aminoalkohole. Er wird als Grundstoff in der chemischen Industrie eingesetzt und findet in Lösungsmitteln, Emulgatoren und Wasch- sowie Reinigungsmitteln Anwendung.

## Gewinnung und Darstellung
Diethanolamin wird großtechnisch durch Umsetzung von Ethylenoxid mit Ammoniak bei Temperaturen von 80–140 °C und Drücken von 70–160 bar in Gegenwart von Wasser und eines sauren Katalysators hergestellt. Besonders bevorzugt werden saure Zeolithe (z. B. Alumosilicate) oder organische Ionentauscherharze in der H-Form (Protonen) eingesetzt.
Als Nebenprodukte entstehen Monoethanolamin und Triethanolamin. Durch einen Überschuss an Ethylenoxid kann der Anteil an Diethanolamin und Triethanolamin stark erhöht werden. Daher liegt das Molverhältnis von Ammoniak zu Ethylenoxid bevorzugt bei 7:2. Die komplette Reaktion läuft dabei bevorzugt in Rührkessel- oder Rohrreaktoren ab. Die Reinigung und Aufarbeitung des Reaktionsgemisches erfolgt durch mehrstufige Destillation in Rektifikationskolonnen. Abgetrenntes Monoethanolamin kann wieder in den Reaktor zurückgeführt werden um die Gesamtausbeute an Diethanolamin nochmals zu erhöhen.
Im Jahr 1990 wurden in der Bundesrepublik Deutschland etwa 20.500 Tonnen an Diethanolamin hergestellt.

## Eigenschaften

### Physikalische Eigenschaften
Diethanolamin  ist ein farbloser, hygroskopischer Feststoff mit ammoniakartigem Geruch. Die dynamische Viskosität von Diethanolamin beträgt 352 mPa·s bei 30 °C.

### Chemische Eigenschaften
Durch Dehydratation (Wasserabspaltung) von Diethanolamin mit Schwefelsäure kann Morpholin erzeugt werden.

### Sicherheitstechnische Kenngrößen
Diethanolamin gilt als entzündlicher Stoff. Oberhalb der Flammpunktes können sich entzündliche Dampf-Luft-Gemische bilden. Die Verbindung hat einen Flammpunkt bei 176 °C. Der Explosionsbereich liegt zwischen 2,1 Vol.‑% als untere Explosionsgrenze (UEG) und 10,6 Vol.‑% als obere Explosionsgrenze (OEG). Die Zündtemperatur beträgt 355 °C. Der Stoff fällt somit in die Temperaturklasse T2.

## Verwendung
Diethanolamin wird industriell in temperierten Tanks gelagert und als ölige Flüssigkeit verwendet:
- als Härter für Epoxidharze, wasserlösliche Epoxy-Amin-Addukte für KTL-Harze.
- als Zwischenprodukt für die Herstellung von Waschrohstoffen, Zementhilfsmitteln, Pflanzenschutzmitteln und Bohr- und Schneidölen (Kühlschmiermittel)[10]
- als Katalysator bei der Herstellung von Polyurethanen[10]
- als Mahlhilfsmittel für Zement
- als Absorptionsmittel für Schwefelwasserstoff (H2S) und Kohlendioxid (CO2) in chemischen Prozessen wie der Aminwäsche und im Direct-air-capture-Verfahren
- in pharmazeutischen Produkten oder in häuslichen Produkten (Schuhcremes, Bodenpflegemittel) als Weichmacher und Feuchthaltemittel
- in Kosmetika kommt es zur Einstellung des pH-Wertes[11] oder als Verunreinigung vor[12][13]

## Risikobewertung
Die Internationale Agentur für Krebsforschung (IARC) stufte Diethanolamin im Jahr 2013 als möglicherweise krebserzeugend ein.
Diethanolamin ist als gesundheitsschädlich eingestuft und kann Allergien auslösen. Durch Nitrosierung von Diethanolamin (mit Nitriten) können krebserregende Nitrosamine (z. B. N-Nitrosodiethanolamin) entstehen.
Forscher der Universität von North Carolina haben herausgefunden, dass sich Diethanolamin auf die Gehirnentwicklung von Föten auswirkt. Sie strichen im Tierversuch DEA auf die Haut trächtiger Mäuse und stellten fest, dass die neugeborenen Mäuse mit Gehirnschäden auf die Welt kamen. Im Bereich des Hippocampus wachsen Hirnzellen unter dem Einfluss von DEA langsamer und zugleich war die Sterberate der Zellen erhöht. In Kosmetika ist jedoch nur eine sehr viel geringere Dosis des Stoffes enthalten, so dass eine Gesundheitsgefahr etwa durch Shampoos unwahrscheinlich ist.
Das Risiko, das von DEA-haltigen Kosmetika ausgeht, könnte sogar noch wesentlich geringer sein als von den Forschern angegeben. Laut einer Stellungnahme der Cosmetic, Toiletry, and Fragrance Association (CTFA) wurde DEA kaum jemals selbst in Kosmetik eingesetzt. Typischerweise entsteht DEA als Abbauprodukt von Alkanolamiden (Reaktionsprodukten von Fettsäuren mit DEA) bzw. kann in geringen Mengen als nicht abreagierter Ausgangsstoff noch enthalten sein. Die CTFA hat für die Verwendung von Shampoo mit einem sehr hohen, aber realistischen Gehalt an DEA-haltigen Inhaltsstoffen (und entsprechend DEA) errechnet, dass die Dosis an DEA auf der Haut der Mäuse sogar tausendfach höher war als die Dosis in Shampoos. Weiterhin wird von der CTFA darauf hingewiesen, dass die biologische Ursache der Hirnveränderung im Versuch mit Mäusen eine Cholindefizienz war, gegenüber der Mäuse empfindlicher sind als Menschen.
Diethanolamin wurde 2012 von der EU gemäß der Verordnung (EG) Nr. 1907/2006 (REACH) im Rahmen der Stoffbewertung in den fortlaufenden Aktionsplan der Gemeinschaft (CoRAP) aufgenommen. Hierbei werden die Auswirkungen des Stoffs auf die menschliche Gesundheit bzw. die Umwelt neu bewertet und ggf. Folgemaßnahmen eingeleitet. Ursächlich für die Aufnahme von Diethanolamin waren die Besorgnisse bezüglich hoher (aggregierter) Tonnage und weit verbreiteter Verwendung sowie der Gefahren ausgehend von einer möglichen Zuordnung zur Gruppe der CMR-Stoffe. Die Neubewertung fand ab 2012 statt und wurde von Deutschland durchgeführt. Anschließend wurde ein Abschlussbericht veröffentlicht.